# Tribal (escola de samba)
Grupo Samba Tribal é uma escola de samba de Portugal, sediada em Estarreja.

## Intérprete
| Período | Nome                                                        | Ref.  |
| ------- | ----------------------------------------------------------- | ----- |
|         |                                                             |       |
| 2020    | Carlos Gomes, Filomena Gomes, Augusto Gomes e Diogo Martins | [ 2 ] |

## Carnavais
| Ano  | Colocação   | Enredo                                              | Carnavalesco | Ref                 |
| ---- | ----------- | --------------------------------------------------- | ------------ | ------------------- |
| 2013 | 4º lugar    |                                                     |              | [ 3 ]               |
| 2014 | Vice-campeã |                                                     |              | [ 4 ]               |
| 2015 | 4º lugar    |                                                     |              | [ 5 ] [ 6 ]         |
| 2016 | 3º lugar    |                                                     |              | [ 7 ]               |
| 2017 | 4º lugar    |                                                     |              | [ 8 ]               |
| 2018 | 3º lugar    |                                                     |              | [ 9 ]               |
| 2019 | 4º lugar    |                                                     |              | [ 10 ] [ 11 ]       |
| 2020 | 3º lugar    | Soy Latina Compositores:Carlos Gomes & Álvaro Cunha |              | [ 12 ] [ 2 ] [ 13 ] |